# Руденко, Виктория Викторовна
Ви́ктория Ви́кторовна Руденко́ (род. 19 апреля 1975, Запорожье, Украинская ССР) — украинская спортсменка, выступающая в любительском боксе, кикбоксинге. Тренер и основатель собственных секций по боксу. Судья национальной категории.
Заслуженный мастер спорта по боксу. Чемпионка Европы 2003, 2007, серебряный призёр Чемпионата мира 2006, бронзовый призёр Чемпионата мира 2005, 2008, бронзовый призёр Чемпионата Европы 2005, бессменная Чемпионка Украины с 1998 по 2008, Капитан женской сборной Украины по боксу.
Заслуженный мастер спорта по кикбоксингу. Чемпионка мира 1999, чемпионка Европы 2000, серебряный призёр Чемпионата мира 1997, серебряный призёр Чемпионата Европы 1998, чемпионка Украины 1994—2001).

## Спортивная карьера

### Спортивная карьера в кикбоксинге
С самого детства Виктория занималась легкой атлетикой (многоборьем). В школе, в старших классах играла в футбол. Судьбоносное решение заняться кикбоксингом, было принято на первых курсах университета.
Первым тренером Виктории стал Райтман Борис Альфредович, он то и разглядел талант в юной девушке.
Виктория упорно осваивала технику и работала над собой.
Спортивная карьера Виктории Руденко в кикбоксинге составила 8 лет.
Первое золото принес ей Чемпионат Украины 1994 года. Подтверждала титул Чемпионки Украины Виктория ещё 6 раз подряд — с 1996—2001 год. За весь период с 1994 по 2001 год Виктория провела множество боев, из них выиграла Чемпионат Мира (1999) , Чемпионат Европы (2000), 3 Чемпионата СНГ(1994, 1995,1998), Международный турнир(1999), 2 турнира Сильнейших кикбоксеров (1997, 1998).
Виктория Руденко обладатель звания — Заслуженный Мастер спорта Украины по кикбоксингу.

### Спортивная карьера в боксе
Успешно выступая по кикбоксингу, Виктория решила пробовать себя и в боксе. Первая же попытка принесла ей золото Чемпионата Украины и больше уже никто, в течение 10 долгих лет, не смог выиграть у Виктории. Боксерская карьера длилась с 1998—2008 гг.
В 2001 году Виктория переезжает в Киев и тренируется под руководством Редькина Игоря Вячеславовича.
За это время Виктория провела 93 боя. Виктория двукратная Чемпионка Европы(2003, 2007), серебряный(2006) и дважды бронзовый (2005 и 2008) призёр Чемпионата Мира, обладательница трех Золотых Кубков Украины и даже Кубка России, победительница четырёх Международных турниров.
Лидирующая спортсменка и капитан женской Сборной Украины по боксу с 2001—2008 гг.
Виктория Руденко обладатель звания — Заслуженный Мастер спорта Украины по боксу.

## Тренерская карьера
Тренировать Виктория Руденко начинает в конце 90-х при спортклубе Днепроспецсталь в Запорожье. После переезда в Киев на протяжении 9 лет является инструктором спортивной команды Пограничных Войск Украины, за что дважды была награждена руководством. 
Параллельно, как капитан команды, помогает тренироваться женской сборной по боксу в течение 8 лет. 
После окончания спортивной карьеры работает тренером в таких клубах, как «Грант При», «Бокс клуб Фристайл», БК «Рубин», БК «Торос». С 2010 года открывает свои секции по боксу и кикбоксингу в нескольких районах города. Долгое время тренировала в зале «Секции бокса и кикбоксинга V-RINGE.COM». Сейчас тренирует в клубе бокса и кикбоксинга — Round1.

## Таблица наград
| Кикбоксинг |
| --- |
| всего боев — 37 Чемпионат Украины - 1994 1-е место - 1995 2-е место - 1996 1-е место - 1997 1-е место - 1998 1-е место - 1999 1-е место - 2000 1-е место - 2001 1-е место Турнир сильнейших кикбоксеров - 1997 1-е место - 1998 1-е место Чемпионат СНГ - 1994 1-е место - 1995 1-е место - 1998 1-е место Чемпионат Европы - 1998 2-е место - 2000 1-е место Чемпионат Мира - 1997 2-е место - 1999 1-е место Профессиональные бои - 1995 победа - 1995 победа - 1997 победа Международные турниры - 1998 1-е место Всеукраинские летние спортивные игры - 1999 1-е место |

| Бокс |
| --- |
| всего боев — 93 Чемпионат Украины - 1998 — 1-е место - 1998 — 1-е место по версии WAKO - 2000 — 1-е место - 2001 — 1-е место - 2002 — 1-е место - 2003 — 1-е место - 2004 — 1-е место - 2005 — 1-е место - 2006 — 1-е место - 2007 — 1-е место - 2008 — 1-е место Чемпионат Европы - 2003 — 1-е место - 2005 — 3-е место - 2007 — 1-е место Чемпионат Мира - 2005 — 3-е место - 2006 — 2-е место - 2008 — 3-е место Международные турниры - 2002 — 2-е место - Февраль 2003 — 1-е место - Апрель 2003 — 2-е место - Май 2004 — 1-е место - Март 2005 — 3-е место - Август 2005 — 3-е место - Май 2006 — 3-е место - Июль 2007 — 2-е место - Июль 2008 — 1-е место - Октябрь 2008 — 1-е место Кубковые соревнования - 2001 — 1-е место (Кубок России) - 2002 — 1-е место (Кубок Украины) - 2003 — 1-е место (Кубок Украины) - 2004 — 1-е место (Кубок Украины) |